# Campeonato Paraguayo de Fútbol 1996
El Campeonato Paraguayo de Fútbol 1996 de la Primera División de Paraguay fue el campeonato número 86 del fútbol paraguayo. Estuvo compuesto por dos etapas: el Apertura ganado por el Club Guaraní, el Clausura ganado por el Club Cerro Porteño. Finalmente, Cerro Porteño se consagró campeón por 24ª vez en su historia al derrotar en la finalísima a Guaraní.

## Equipos participantes
| Equipo               | Ciudad               | Estadio                 | Capacidad |
| -------------------- | -------------------- | ----------------------- | --------- |
| Atlético Tembetary   | Ypané                | Estadio Ypané           | 4.500     |
| Cerro Porteño        | Asunción             | General Pablo Rojas     | 32.910    |
| Atlético Colegiales  | Asunción             | Luciano Zacarías        | 15.000    |
| Guaraní              | Asunción             | Rogelio Livieres        | 6.000     |
| Humaitá              | Mariano Roque Alonso | Pioneros de Corumba Cué | 7.000     |
| Libertad             | Asunción             | Dr. Nicolás Leoz        | 10.000    |
| Nacional             | Asunción             | Arsenio Erico           | 4.000     |
| Olimpia              | Asunción             | Manuel Ferreira         | 15.000    |
| Presidente Hayes     | Asunción             | Kiko Reyes              | 5.000     |
| Sport Colombia       | Fernando de la Mora  | Alfonso Colmán          | 7.000     |
| Sportivo Luqueño     | Luque                | Feliciano Cáceres       | 25.000    |
| Sportivo San Lorenzo | San Lorenzo          | Ciudad Universitaria    | 3.000     |
| Sol de América       | Villa Elisa          | Luis Alfonso Giagni     | 5.000     |

## Torneo Apertura
Este certamen constó de dos fases: la primera consistente en una rueda de once jornadas todos contra todos (que en caso de empate, se decidían en tandas de penales, recibiendo el ganador 2 puntos y el perdedor 1), y la segunda consistente en una fase de grupos, semifinal y final. Resultó ganador el Club Guaraní.

### Primera fase

#### Clasificación
| Pos. | Equipos          | PJ | PG | PEG | PEP | PP | GF | GC | Dif. | Pts. |
| ---- | ---------------- | -- | -- | --- | --- | -- | -- | -- | ---- | ---- |
| 1.   | Libertad         | 12 | 8  | 1   | 1   | 2  | 16 | 14 | 2    | 27   |
| 2.   | Olimpia          | 12 | 9  | 0   | 0   | 3  | 29 | 15 | 14   | 27   |
| 3.   | Guaraní          | 12 | 7  | 2   | 1   | 2  | 30 | 16 | 14   | 26   |
| 4.   | Cerro Porteño    | 12 | 5  | 2   | 2   | 3  | 25 | 14 | 11   | 21   |
| 5.   | Sportivo Luqueño | 12 | 6  | 0   | 3   | 3  | 27 | 21 | 6    | 21   |
| 6.   | Tembetary        | 12 | 5  | 2   | 1   | 4  | 20 | 23 | -3   | 20   |
| 7.   | Colegiales       | 12 | 5  | 2   | 1   | 4  | 15 | 16 | -1   | 20   |
| 8.   | Sol de América   | 12 | 4  | 2   | 2   | 4  | 16 | 16 | 0    | 18   |
| 9.   | Nacional         | 12 | 3  | 1   | 3   | 5  | 16 | 21 | -5   | 14   |
| 10.  | Presidente Hayes | 12 | 3  | 1   | 2   | 6  | 14 | 24 | -10  | 13   |
| 11.  | Sport Colombia   | 12 | 2  | 2   | 1   | 7  | 16 | 23 | -7   | 11   |
| 12.  | Humaitá          | 12 | 1  | 3   | 1   | 7  | 13 | 24 | -11  | 10   |
| 13.  | San Lorenzo      | 12 | 1  | 1   | 1   | 9  | 13 | 23 | -10  | 6    |

 Pos=Posición; PJ=Partidos jugados; PG=Partidos ganados; PEG=Partidos ganados en penales; PEP=Partidos perdidos en penales; PP=Partidos perdidos; GF=Goles a favor; GC=Goles en contra; Dif=Diferencia de goles; Pts=Puntos
1. 1 2  Libertad y Olimpia empataron en la primera posición al terminar la primera fase, por lo que jugaron un partido de desempate para determinar el primer puesto (y la bonificación). Lo ganó Libertad 1:0.
2. 1 2  Cerro Porteño y Sportivo Luqueño empataron en la cuarta posición al terminar la primera fase, por lo que jugaron un partido de desempate para determinar el cuarto puesto (y la bonificación). Tras empatar 0:0, lo ganó Cerro Porteño 4:3 en tanda de penales.
3. 1 2  Tembetary y Colegiales empataron en la sexta posición al terminar la primera fase, por lo que jugaron un partido de desempate para determinar el sexto puesto (y la bonificación). Tras empatar 1:1, lo ganó Tembetary 4:2 en tanda de penales.

|  |                                                   |
|  | Clasificado a la Segunda fase del Torneo Apertura |

### Segunda fase
Los 8 equipos mejor ubicados al final de la primera fase clasificaban a la Segunda fase, que consistía en una fase de dos grupos de cuatro o liguilla, en las que se disputaron tres fechas (todos contra todos).
A excepción de dos (el séptimo y el octavo), los demás contendientes fueron beneficiados con puntos de bonificación, conforme a la posición en la que finalizaron la anterior instancia. Obtuvieron extras 3 puntos, 2.5, 2, 1.5, 1 y 0.5 el primer, segundo, tercer, cuarto, quinto y sexto, respectivamente.
Los dos mejores de cada grupo avanzaban a las semifinales que consistían en partidos de ida y vuelta. El ganador de las finales (dos partidos) fue coronado campeón del Torneo Apertura 1996.

#### Fase de grupos

##### Grupo A
| Pos. | Equipos        | PJ | PG | PEG | PEP | PP | GF | GC | Dif. | Bon. | Pts. |
| ---- | -------------- | -- | -- | --- | --- | -- | -- | -- | ---- | ---- | ---- |
| 1.   | Olimpia        | 3  | 1  | 2   | 0   | 0  | 8  | 2  | 6    | 2.5  | 9.5  |
| 2.   | Guaraní        | 3  | 2  | 0   | 1   | 0  | 9  | 2  | 7    | 2    | 9    |
| 3.   | Tembetary      | 3  | 0  | 1   | 0   | 2  | 3  | 13 | -10  | 0.5  | 2.5  |
| 4.   | Sol de América | 3  | 0  | 0   | 2   | 1  | 3  | 6  | -3   | 0    | 2    |

##### Grupo B
| Pos. | Equipos          | PJ | PG | PEG | PEP | PP | GF | GC | Dif. | Bon. | Pts. |
| ---- | ---------------- | -- | -- | --- | --- | -- | -- | -- | ---- | ---- | ---- |
| 1.   | Cerro Porteño    | 3  | 3  | 0   | 0   | 0  | 5  | 1  | 4    | 1.5  | 10.5 |
| 2.   | Sportivo Luqueño | 3  | 2  | 0   | 0   | 1  | 6  | 5  | 1    | 1    | 7    |
| 3.   | Libertad         | 3  | 1  | 0   | 0   | 2  | 5  | 5  | 0    | 3    | 6    |
| 4.   | Colegiales       | 3  | 0  | 0   | 0   | 3  | 5  | 10 | -5   | 0    | 0    |

 Pos=Posición; PJ=Partidos jugados; PG=Partidos ganados; PEG=Partidos ganados en penales; PEP=Partidos perdidos en penales; PP=Partidos perdidos; GF=Goles a favor; GC=Goles en contra; Dif=Diferencia de goles; Pts=Puntos

#### Fase final
|  | Semifinales      | Semifinales      | Semifinales |         |                  | Final            | Final | Final |  |
|  |                  |                  |             |         |                  |                  |       |       |  |
|  |                  |                  |             |         |                  |                  |       |       |  |
|  | Sportivo Luqueño | Sportivo Luqueño | 1 (3)       |         |                  |                  |       |       |  |
|  | Sportivo Luqueño | Sportivo Luqueño | 1 (3)       |         |                  |                  |       |       |  |
|  | Olimpia          | Olimpia          | 1 (2)       |         |                  |                  |       |       |  |
|  | Olimpia          | Olimpia          | 1 (2)       |         | Sportivo Luqueño | Sportivo Luqueño | 2 (4) |       |  |
|  |                  |                  |             |         | Sportivo Luqueño | Sportivo Luqueño | 2 (4) |       |  |
|  |                  |                  | Guaraní     | Guaraní | 2 (5)            |                  |       |       |  |
|  | Cerro Porteño    | Cerro Porteño    | Guaraní     | Guaraní | 2 (5)            | 0 (3)            |       |       |  |
|  | Cerro Porteño    | Cerro Porteño    |             |         |                  | 0 (3)            |       |       |  |
|  | Guaraní          | Guaraní          | 0 (4)       |         |                  |                  |       |       |  |
|  | Guaraní          | Guaraní          | 0 (4)       |         |                  |                  |       |       |  |
|  |                  |                  |             |         |                  |                  |       |       |  |

## Torneo Clausura
Este certamen constó de dos fases: la primera consistente en una rueda de once jornadas todos contra todos (que en caso de empate, se decidían en tandas de penales, recibiendo el ganador 2 puntos y el perdedor 1), y la segunda consistente en una fase de grupos, semifinal y final. Resultó ganador el Club Cerro Porteño.

### Primera fase

#### Clasificación
| Pos. | Equipos          | PJ | PG | PEG | PEP | PP | GF | GC | Dif. | Pts. |
| ---- | ---------------- | -- | -- | --- | --- | -- | -- | -- | ---- | ---- |
| 1.   | Olimpia          | 12 | 9  | 3   | 0   | 0  | 34 | 12 | 22   | 33   |
| 2.   | Guaraní          | 12 | 8  | 2   | 2   | 0  | 26 | 13 | 13   | 30   |
| 3.   | Cerro Porteño    | 12 | 7  | 1   | 2   | 2  | 15 | 4  | 11   | 25   |
| 4.   | Sport Colombia   | 12 | 4  | 5   | 1   | 2  | 15 | 12 | 3    | 23   |
| 5.   | Sol de América   | 12 | 5  | 1   | 2   | 4  | 15 | 11 | 4    | 19   |
| 6.   | Libertad         | 12 | 4  | 3   | 1   | 4  | 12 | 16 | -4   | 19   |
| 7.   | Colegiales       | 12 | 4  | 2   | 2   | 4  | 14 | 14 | 0    | 18   |
| 8.   | Presidente Hayes | 12 | 3  | 3   | 3   | 3  | 10 | 10 | 0    | 18   |
| 9.   | Tembetary        | 12 | 2  | 2   | 4   | 4  | 9  | 13 | -4   | 14   |
| 10.  | Nacional         | 12 | 1  | 2   | 3   | 6  | 13 | 15 | -2   | 10   |
| 11.  | Sportivo Luqueño | 12 | 3  | 0   | 1   | 8  | 13 | 24 | -11  | 10   |
| 12.  | San Lorenzo      | 12 | 2  | 2   | 0   | 8  | 11 | 26 | -15  | 10   |
| 13.  | Humaitá          | 12 | 0  | 0   | 5   | 7  | 12 | 29 | -17  | 5    |

 Pos=Posición; PJ=Partidos jugados; PG=Partidos ganados; PEG=Partidos ganados en penales; PEP=Partidos perdidos en penales; PP=Partidos perdidos; GF=Goles a favor; GC=Goles en contra; Dif=Diferencia de goles; Pts=Puntos
|  |                                                   |
|  | Clasificado a la Segunda fase del Torneo Apertura |

### Segunda fase
Los 8 equipos mejor ubicados al final de la primera fase clasificaban a la Segunda fase, que consistía en una fase de dos grupos de cuatro o liguilla, en las que se disputaron tres fechas (todos contra todos).
A excepción de dos (el séptimo y el octavo), los demás contendientes fueron beneficiados con puntos de bonificación, conforme a la posición en la que finalizaron la anterior instancia. Obtuvieron extras 3 puntos, 2.5, 2, 1.5, 1 y 0.5 el primer, segundo, tercer, cuarto, quinto y sexto, respectivamente.
Los dos mejores de cada grupo avanzaban a las semifinales que consistían en partidos de ida y vuelta. El ganador de las finales (dos partidos) fue coronado campeón del Torneo Apertura 1996.

#### Fase de grupos

##### Grupo A
| Pos. | Equipos        | PJ | PG | PEG | PEP | PP | GF | GC | Dif. | Bon. | Pts. |
| ---- | -------------- | -- | -- | --- | --- | -- | -- | -- | ---- | ---- | ---- |
| 1.   | Olimpia        | 3  | 2  | 0   | 0   | 1  | 9  | 4  | 5    | 3    | 9    |
| 2.   | Sport Colombia | 3  | 2  | 0   | 0   | 1  | 2  | 1  | 1    | 1.5  | 7.5  |
| 3.   | Libertad       | 3  | 2  | 0   | 0   | 1  | 7  | 5  | 2    | 0.5  | 6.5  |
| 4.   | Colegiales     | 3  | 0  | 0   | 0   | 3  | 2  | 10 | -8   | 0    | 0    |

##### Grupo B
| Pos. | Equipos          | PJ | PG | PEG | PEP | PP | GF | GC | Dif. | Bon. | Pts. |
| ---- | ---------------- | -- | -- | --- | --- | -- | -- | -- | ---- | ---- | ---- |
| 1.   | Guaraní          | 3  | 1  | 2   | 0   | 0  | 5  | 4  | 1    | 2.5  | 9.5  |
| 2.   | Cerro Porteño    | 3  | 0  | 2   | 1   | 0  | 5  | 5  | 0    | 2    | 7    |
| 3.   | Presidente Hayes | 3  | 1  | 0   | 1   | 1  | 4  | 4  | 0    | 0    | 4    |
| 4.   | Sol de América   | 3  | 0  | 0   | 2   | 1  | 6  | 7  | -1   | 1    | 3    |

#### Fase final
|  | Semifinales    | Semifinales    | Semifinales |         |               | Final         | Final | Final |  |
|  |                |                |             |         |               |               |       |       |  |
|  |                |                |             |         |               |               |       |       |  |
|  | Cerro Porteño  | Cerro Porteño  | 3           |         |               |               |       |       |  |
|  | Cerro Porteño  | Cerro Porteño  | 3           |         |               |               |       |       |  |
|  | Olimpia        | Olimpia        | 0           |         |               |               |       |       |  |
|  | Olimpia        | Olimpia        | 0           |         | Cerro Porteño | Cerro Porteño | 1     |       |  |
|  |                |                |             |         | Cerro Porteño | Cerro Porteño | 1     |       |  |
|  |                |                | Guaraní     | Guaraní | 0             |               |       |       |  |
|  | Sport Colombia | Sport Colombia | Guaraní     | Guaraní | 0             | 3             |       |       |  |
|  | Sport Colombia | Sport Colombia |             |         |               | 3             |       |       |  |
|  | Guaraní        | Guaraní        | 4           |         |               |               |       |       |  |
|  | Guaraní        | Guaraní        | 4           |         |               |               |       |       |  |
|  |                |                |             |         |               |               |       |       |  |

## Finalísima
|  | Guaraní | 2:1 | Cerro Porteño |  |  |

|  | Cerro Porteño | 5:1 | Guaraní |  |  |

|                                  |
| Campeón Cerro Porteño 24º título |

## Clasificación para copas internacionales

### Campeonatos y subcampeonatos
- Para la Copa Libertadores 1997 clasificaron dos: el campeón absoluto (Cerro Porteño) y el subcampeón absoluto (Guaraní).

- Para la Copa Conmebol 1997 clasificó uno: el subcampeón del torneo Apertura o Clausura con mayor puntaje acumulado. Como Guaraní, el subcampeón con mayor puntaje, clasificó a la Copa Libertadores, su lugar lo ocupó el otro subcampeón (Sportivo Luqueño).

## Descenso de categoría

### Puntaje acumulado
El puntaje acumulado de un equipo es la suma del obtenido en la primera fase de los torneos Apertura y Clausura de 1996. Éste determinó, al final de la primera fase del torneo Clausura de 1996, el descenso a la Segunda División del equipo que acabó en el último lugar de la tabla.
| Pos. | Equipos          | PJ | PG | PEG | PEP | PP | GF | GC | Dif. | Pts. |
| ---- | ---------------- | -- | -- | --- | --- | -- | -- | -- | ---- | ---- |
| 1.   | Olimpia          | 24 | 18 | 3   | 0   | 3  | 63 | 27 | 36   | 60   |
| 2.   | Guaraní          | 24 | 15 | 4   | 3   | 2  | 56 | 29 | 27   | 56   |
| 3.   | Cerro Porteño    | 24 | 12 | 3   | 4   | 5  | 40 | 18 | 22   | 46   |
| 4.   | Libertad         | 24 | 12 | 4   | 2   | 6  | 28 | 30 | -2   | 46   |
| 5.   | Colegiales       | 24 | 8  | 5   | 4   | 7  | 29 | 30 | -1   | 38   |
| 6.   | Sol de América   | 24 | 9  | 3   | 4   | 8  | 31 | 27 | 4    | 37   |
| 7.   | Sport Colombia   | 24 | 6  | 7   | 2   | 9  | 31 | 35 | -4   | 34   |
| 8.   | Tembetary        | 24 | 7  | 4   | 5   | 8  | 29 | 36 | -7   | 34   |
| 9.   | Sportivo Luqueño | 24 | 9  | 0   | 4   | 11 | 40 | 45 | -5   | 31   |
| 10.  | Presidente Hayes | 24 | 6  | 4   | 5   | 9  | 24 | 34 | -10  | 31   |
| 11.  | Nacional         | 24 | 4  | 3   | 6   | 11 | 29 | 36 | -7   | 24   |
| 12.  | San Lorenzo      | 24 | 3  | 3   | 1   | 17 | 24 | 49 | -25  | 16   |
| 13.  | Humaitá          | 24 | 1  | 3   | 6   | 14 | 25 | 53 | -28  | 15   |

 Pos=Posición; PJ=Partidos jugados; PG=Partidos ganados; PEG=Partidos ganados en penales; PEP=Partidos perdidos en penales; PP=Partidos perdidos; GF=Goles a favor; GC=Goles en contra; Dif=Diferencia de goles; Pts=Puntos
|  |                                            |
|  | Descendido a Segunda División de Paraguay. |